# Nebulium

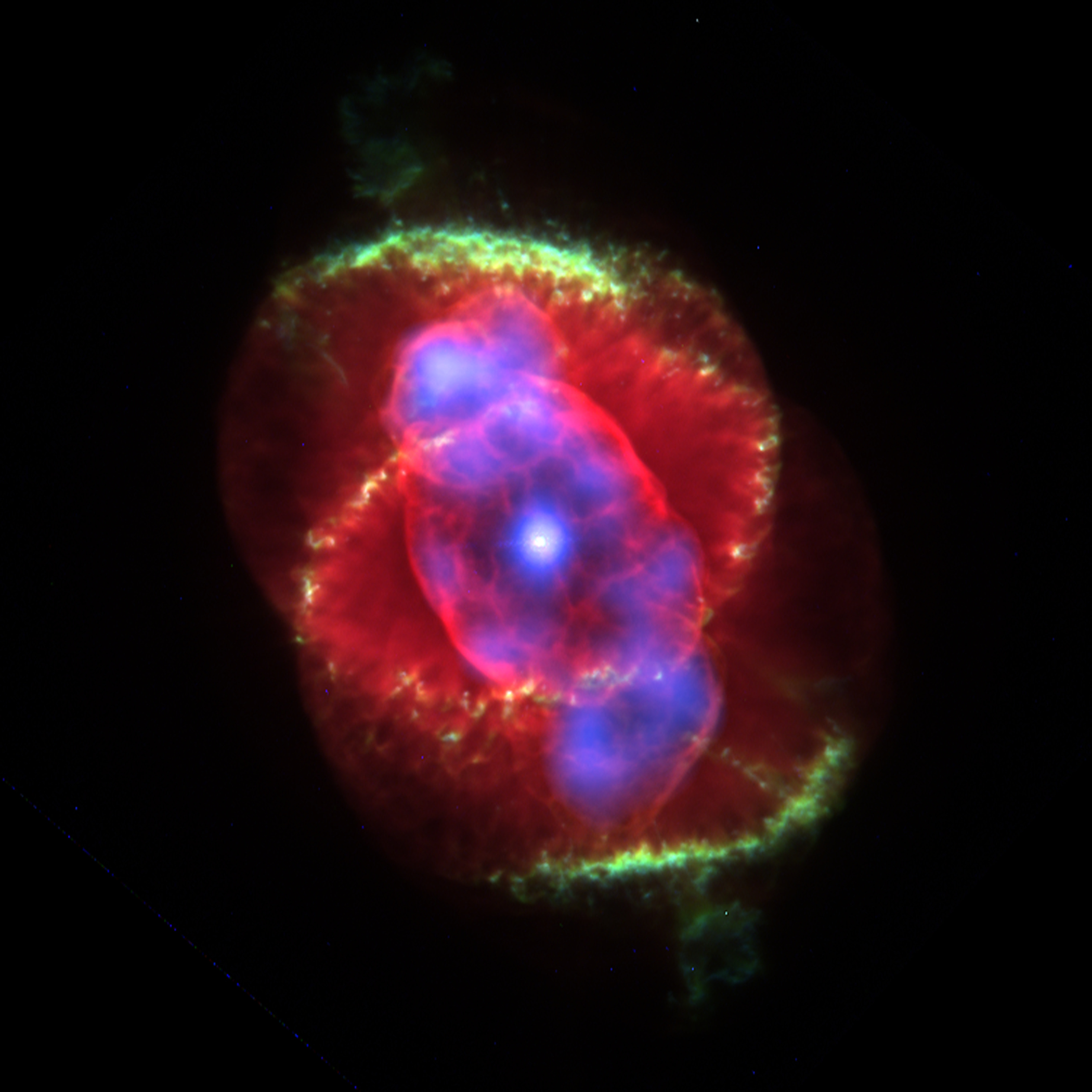
Tinh vân mắt mèo (NGC 6543)

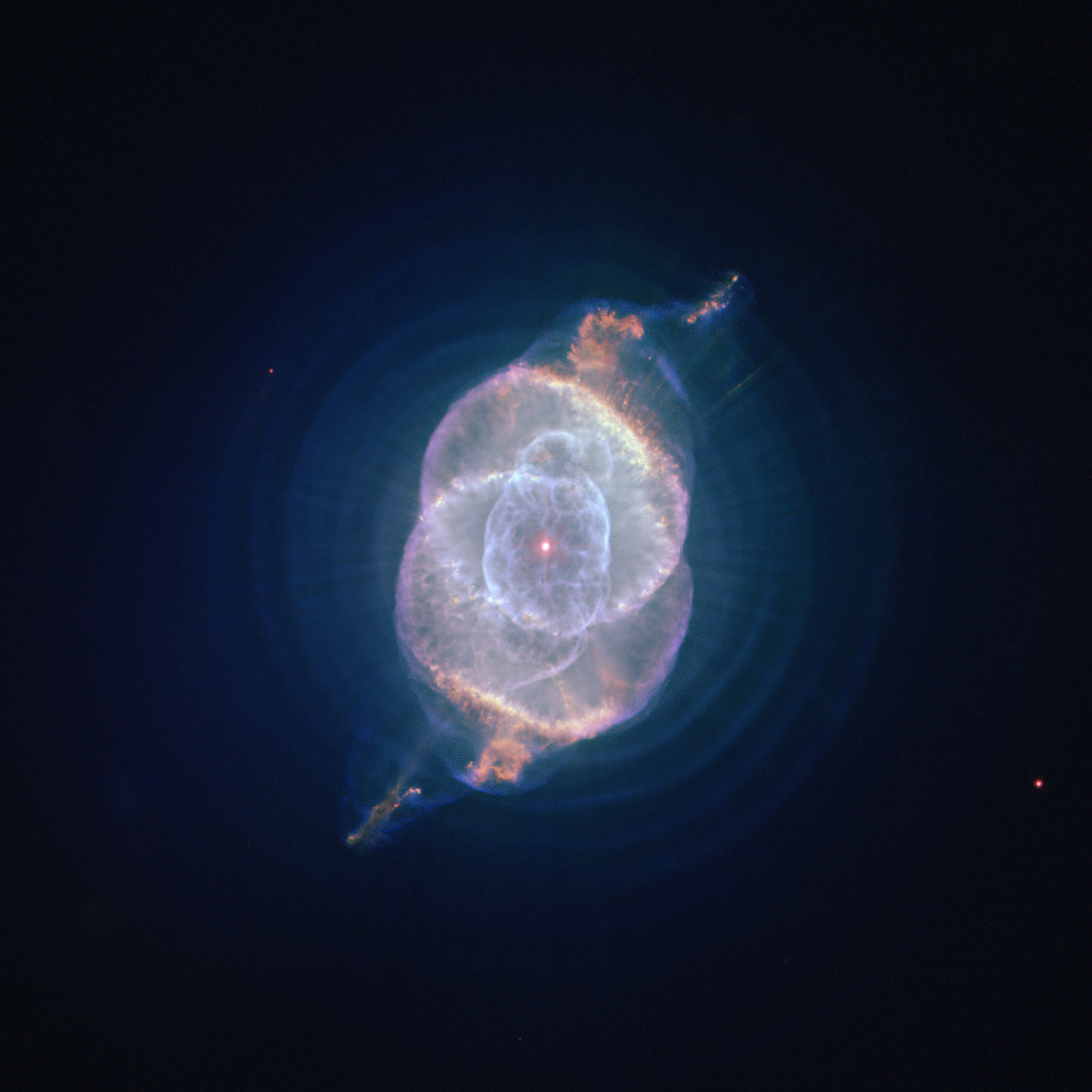
Tinh vân mắt mèo (NGC 6543)

Nebulium là một yếu tố được đề xuất trong quan sát thiên văn về tinh vân của William Huggins vào năm 1864. Các vạch phát xạ màu xanh lá cây mạnh mẽ của Tinh vân mắt mèo, được phát hiện bằng quang phổ, dẫn đến một nguyên tố chưa được biết là nguyên nhân gây ra sự phát xạ này. Vào năm 1927, Ira Sprague Bowen đã chỉ ra rằng các dòng được phát ra từ oxy bị ion hóa gấp đôi (O2+), và không có yếu tố mới nào là cần thiết để giải thích chúng.

## Lịch sử
William Hyde Wollaston năm 1802 và Joseph von Fraunhofer năm 1814 đã mô tả các vạch tối trong quang phổ mặt trời. Sau đó, Gustav Kirchhoff đã giải thích các dòng bằng cách hấp thụ hoặc phát xạ nguyên tử, cho phép các dòng được sử dụng để xác định các nguyên tố hóa học.
Trong những ngày đầu của thiên văn học thiên văn, từ tinh vân được sử dụng để mô tả bất kỳ mảng ánh sáng mờ nào trông không giống như một ngôi sao. Nhiều trong số đó, như Tinh vân Andromeda, có quang phổ trông giống như quang phổ của sao và chúng hóa ra là các thiên hà. Những thiên thể khác, như Tinh vân Mắt Mèo, có quang phổ rất khác nhau. Khi William Huggins nhìn vào Mắt mèo, ông không tìm thấy quang phổ liên tục như nhìn thấy trong Mặt trời, mà chỉ là một vài vạch phát xạ mạnh. Hai vạch màu xanh lục ở 495,9 nm và 500,7 nm là mạnh nhất. Những dòng này không tương ứng với bất kỳ yếu tố nào được biết đến trên Trái đất. Việc helium được xác định bởi các vạch phát xạ trong Mặt trời vào năm 1868, và sau đó cũng được tìm thấy trên Trái đất vào năm 1895, khuyến khích các nhà thiên văn học cho rằng các vạch này là do một nguyên tố mới. Tên nebulium (đôi khi là nebulum hoặc nephelium) được Margaret Lindsay Huggins nhắc đến lần đầu tiên trong một cuộc giao tiếp ngắn vào năm 1898, mặc dù có thông báo rằng chồng bà thỉnh thoảng sử dụng thuật ngữ này.
Năm 1911, John William Nicholson đưa ra giả thuyết rằng tất cả các yếu tố được biết đến bao gồm bốn nguyên tố, một trong số đó là Nebulium. Sự phát triển của bảng tuần hoàn của Dimitri Mendeleev và việc xác định số nguyên tử của Henry Moseley vào năm 1913 gần như không còn chỗ cho một nguyên tố mới. Năm 1914, các nhà thiên văn học người Pháp đã có thể xác định trọng lượng nguyên tử của tinh vân. Với giá trị đo được là 2,74 cho các dòng gần 372 nm và giá trị thấp hơn một chút cho dòng 500,7 nm chỉ ra hai yếu tố chịu trách nhiệm cho vạch phổ.
Ira Sprague Bowen đang nghiên cứu về quang phổ UV và tính toán phổ của các nguyên tố ánh sáng của bảng tuần hoàn khi ông nhận ra các vạch xanh được phát hiện bởi Huggins. Với kiến thức này, ông có thể gợi ý rằng các vạch màu xanh lá cây có thể bị cấm chuyển đổi. Chúng được chứng minh là do oxy bị ion hóa gấp đôi ở mật độ cực thấp, chứ không phải là tinh vân giả thuyết. Như Henry Norris Russell đã nói, "Nebulium đã biến mất trong không khí mỏng". Tinh vân thường cực kỳ hiếm, đậm đặc hơn nhiều so với các máy hút bụi cứng nhất được sản xuất trên Trái đất. Trong những điều kiện này, các dòng có thể hình thành được triệt tiêu ở mật độ bình thường. Những vạch này được gọi là vạch cấm và là vạch mạnh nhất trong hầu hết các quang phổ tinh vân.